# Piotrowice (gromada w powiecie puławskim)
Piotrowice – dawna gromada, czyli najmniejsza jednostka podziału terytorialnego Polskiej Rzeczypospolitej Ludowej w latach 1954–1972.
Gromady, z gromadzkimi radami narodowymi (GRN) jako organami władzy najniższego stopnia na wsi, funkcjonowały od reformy reorganizującej administrację wiejską przeprowadzonej jesienią 1954 do momentu ich zniesienia z dniem 1 stycznia 1973, tym samym wypierając organizację gminną w latach 1954–1972.
Gromadę Piotrowice z siedzibą GRN w Piotrowicach utworzono – jako jedną z 8759 gromad na obszarze Polski – w powiecie puławskim w woj. lubelskim na mocy uchwały nr 14 WRN w Lublinie z dnia 5 października 1954. W skład jednostki weszły obszary dotychczasowych gromad Piotrowice i Paulinów oraz miejscowość Ludwinów z dotychczasowej gromady Czesławice ze zniesionej Nałęczów, a także obszar dotychczasowej gromady Bronice ze zniesionej Wąwolnica, w tymże powiecie. Dla gromady ustalono 14 członków gromadzkiej rady narodowej.
1 stycznia 1960 do gromady Piotrowice włączono obszar zniesionej gromady Drzewce w tymże powiecie.
30 czerwca 1963 do gminy Piotrowice włączono wieś Strzelce oraz kolonię Chruszczów z osiedla Nałęczów w tymże powiecie.
1 stycznia 1969 do gromady Piotrowice włączono obszar zniesionej gromady Sadurki w tymże powiecie; z gromady Piotrowice wyłączono natomiast wieś Buchałowice, włączając ją do gromady Klementowice w tymże powiecie.
Gromada przetrwała do końca 1972 roku, czyli do kolejnej reformy gminnej.